# Пёнсген (парк)
Парк «Пёнсген» (нем. Poensgenpark) — ландшафтный парк в центре ганзейского города Ратинген (земля Северный Рейн-Вестфалия), также известный как парк «Кромфорд» (нем. Cromford-Park); был создан в 1907—1908 годах на средства члена коммерческого совета Карла Пёнсгена и открыт для широкой публики в 1977 году; является охраняемым городским памятником с 1997 года.

## История и описание
История парка «Пёнсген» в Ратингене началась в 1790 году, когда основатель текстильной фабрики «Cromford» Иоганн Готфрид Брюгельманн заказал создание сада в стиле барокко у молодого садового архитектора Максимилиана Фридриха Вейхе (Weyhe, 1775—1846). Сегодня о том саде напоминает только старая каштановая аллея, ведущая к основному особняку.
В 1906 году член коммерческого совета Карл Пёнсген, в то время являвшийся одним из акционеров дюссельдорфской фирмы «Düsseldorfer Röhren- und Eisenwalzwerke AG vorm. Poensgen» заказал новый проект парка, который был разработан в 1907 году дюссельдорфским садовым архитектором Райнхольдом Хоманом — в английском стиле. В 1914 году территория к северу от реки Ангербах была дополнена лесной зоной, в которой также можно найти и место захоронения семьи Брюгельманн.
После смерти основателя парка, в 1921 году имение и парк перешли к его старшему сыну Эрнсту Пёнсгену, который пошел по стопам отца — занялся предпринимательством. В период с 1935 по 1943 год он был председателем совета директоров, а с 1944 года — председателем наблюдательного совета компании «Vereinigte Stahlwerke AG» (VSt) — одной из крупнейших немецких горнодобывающих групп. Между 1939 и 1941 годами Эрнст продал отцовский парк, в несколько частей, компании. Незадолго до окончания Второй мировой войны в Европе, 22 марта 1945 года, союзная авиация нанесла бомбовый удар по близлежащей фабрике «Кромфорд»: в парк попали 23 бомбы. Усадьба была уничтожена; в ней погибли люди; она не была восстановлена.
Идея о продаже ландшафтного саду выдвигалась компанией «Vereinigte Stahlwerke» еще в 1950-х годах — она приобрела конкретные очертания к 1954 году. После разделения компании — по требованию союзников — имущество VSt в Ратингене было передано компаниям-правопреемницам. Парк и некоторые другие участки были проданы 1 марта 1955 года. С 1977 года парк открыт для горожан, а с 1984 — является собственностью города Ратинген.
В 1995 году ландшафтные архитекторы Роуз и Густав Вёрнер восстановили и реконструировали парк, в результате чего — в 1997 — он был внесен в список исторических памятников города; холм на месте бывшей усадьбы был перестроен в розарий. В 2005 году парк получил региональный приз со стороны экспертов в садовом искусстве («Straße der Gartenkunst zwischen Rhein und Maas»). В парке насчитывается более 120 видов деревьев, многие из которых были привезены с других континентов и требуют много места и ухода — поэтому их редко можно встретить в других европейских зеленых зонах. Во время шторма 2014 года «Пёнсген» сильно пострадал и был закрыт на несколько месяцев: ущерб оценивался в сумму около 500 000 Евро.